# 灰鰭彭納石首魚
灰鰭彭納石首魚又名截尾白姑魚，為輻鰭魚綱鱸形目鱸亞目石首魚科的其中一種，分布印度西太平洋區，包括阿曼、安達曼群島、印度、巴基斯坦、伊朗、孟加拉、斯里蘭卡、越南、緬甸、泰國、馬來西亞、印尼、柬埔寨、中國、台灣、菲律賓等海域，體長可達60公尺，本魚體細長而側扁，背部略微隆起，吻端突出，口小，下巴無觸鬚，體色從紫青銅色至灰褐色，魚鰭黑色，體長可達30公分，棲息在沿海，屬肉食性，以甲殼類、蠕蟲、小魚等為食，可做為食用魚。